# We're All Alright!
We're All Alright! è il diciottesimo album in studio del gruppo rock statunitense Cheap Trick, pubblicato nel 2017.

## Tracce
1. You Got It Going On – 3:11
2. Long Time Coming – 3:12
3. Nowhere – 2:45
4. Radio Lover – 2:47
5. Lolita – 3:17
6. Brand New Name on an Old Tattoo – 3:33
7. Floating Down – 3:49
8. She's Alright – 3:40
9. Listen to Me – 3:14
10. The Rest of My Life – 4:19

Edizione deluxe - Tracce bonus
1. Blackberry Way (The Move cover) – 3:14
2. Like a Fly – 3:23
3. If You Still Want My Love – 4:24

## Formazione
- Robin Zander – voce, chitarra
- Rick Nielsen – chitarra, cori
- Tom Petersson – basso, cori
- Daxx Nielsen – batteria